# Andrewsianthus scabrellus
Andrewsianthus scabrellus är en bladmossart som först beskrevs av Caro Benigno Massalongo, och fick sitt nu gällande namn av Rudolf Mathias Schuster och J.J.Engel. Andrewsianthus scabrellus ingår i släktet Andrewsianthus och familjen Scapaniaceae. Inga underarter finns listade i Catalogue of Life.